# Transat Bretagne-Martinique
La Transat Bretagne-Martinique (ex Transat Bénodet-Martinique) est une course transatlantique en solitaire pour les monocoques de classe Figaro Bénéteau reliant la Bretagne à Fort-de-France en Martinique. Elle se déroule tous les deux ans.

## Historique
Cette course a pris la suite du Trophée BPE depuis 2011.

## Édition 2011 - Bénodet-Martinique

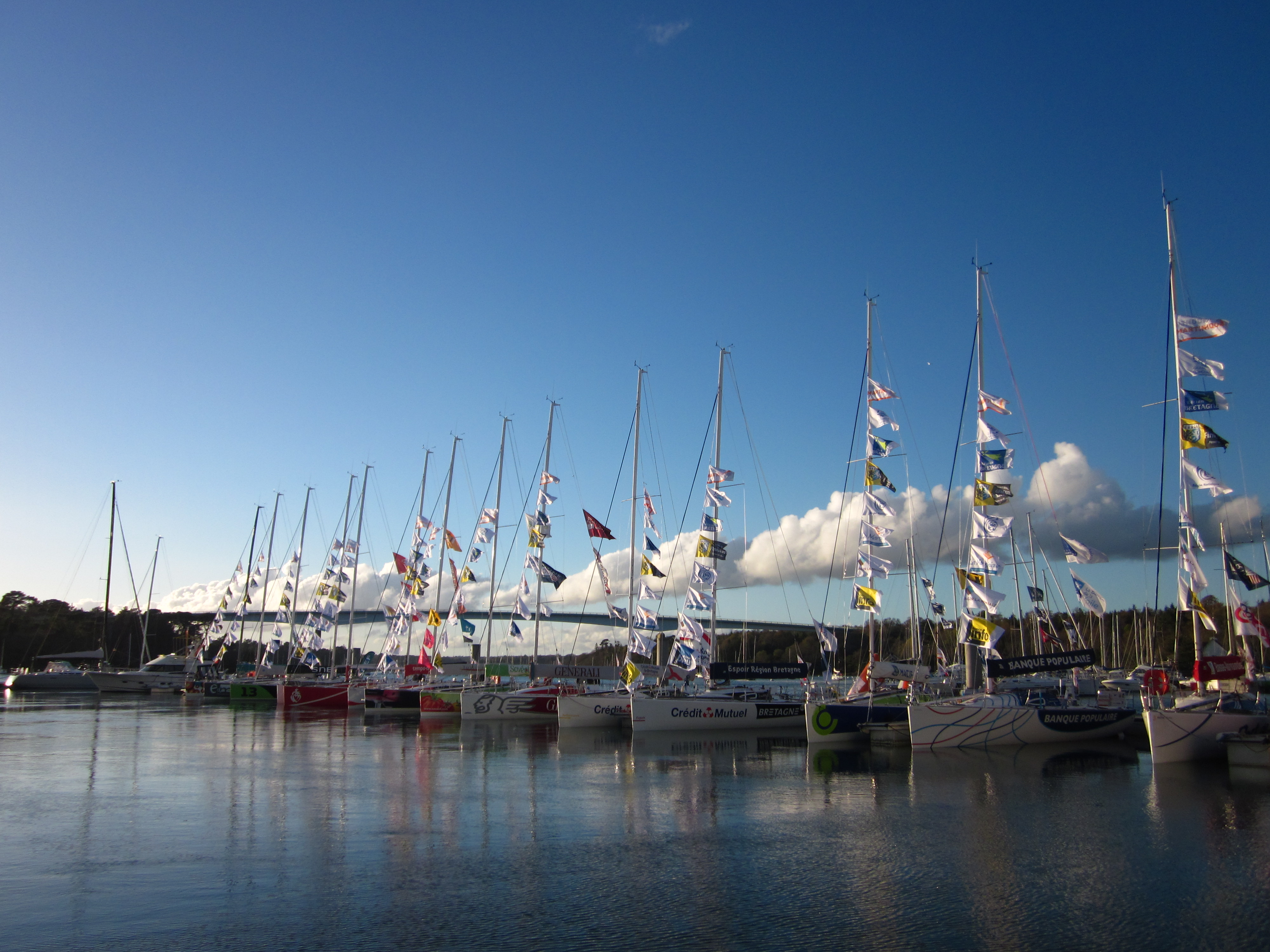
Les monocoques au départ de l'édition 2011.

Lors de cette première édition dix-sept monocoques sont au départ de Bénodet le 10 avril 2011.
| Position | Skipper         | Nationalité | Bateau                             | Temps/commentaire                                  |
| -------- | --------------- | ----------- | ---------------------------------- | -------------------------------------------------- |
| 1        | Thomas Rouxel   | France      | Bretagne-Crédit Mutuel Performance | 16 j 05 h 15 min 50 s                              |
| 2        | Fabien Delahaye | France      | Port de Caen Ouistreham            | 16 j 05 h 28 min 13 s                              |
| 3        | Erwan Tabarly   | France      | Nacarat                            | 16 j 05 h 36 min 17 s (dont 17 min 30 de pénalité) |
| 4        | Jeanne Grégoire | France      | Banque populaire                   | 16 j 05 h 36 min 54 s                              |
| 5        | Nicolas Lunven  | France      | Generali                           | 16 j 05 h 48 min 05 s (dont 35 min de pénalité)    |

## Édition 2013

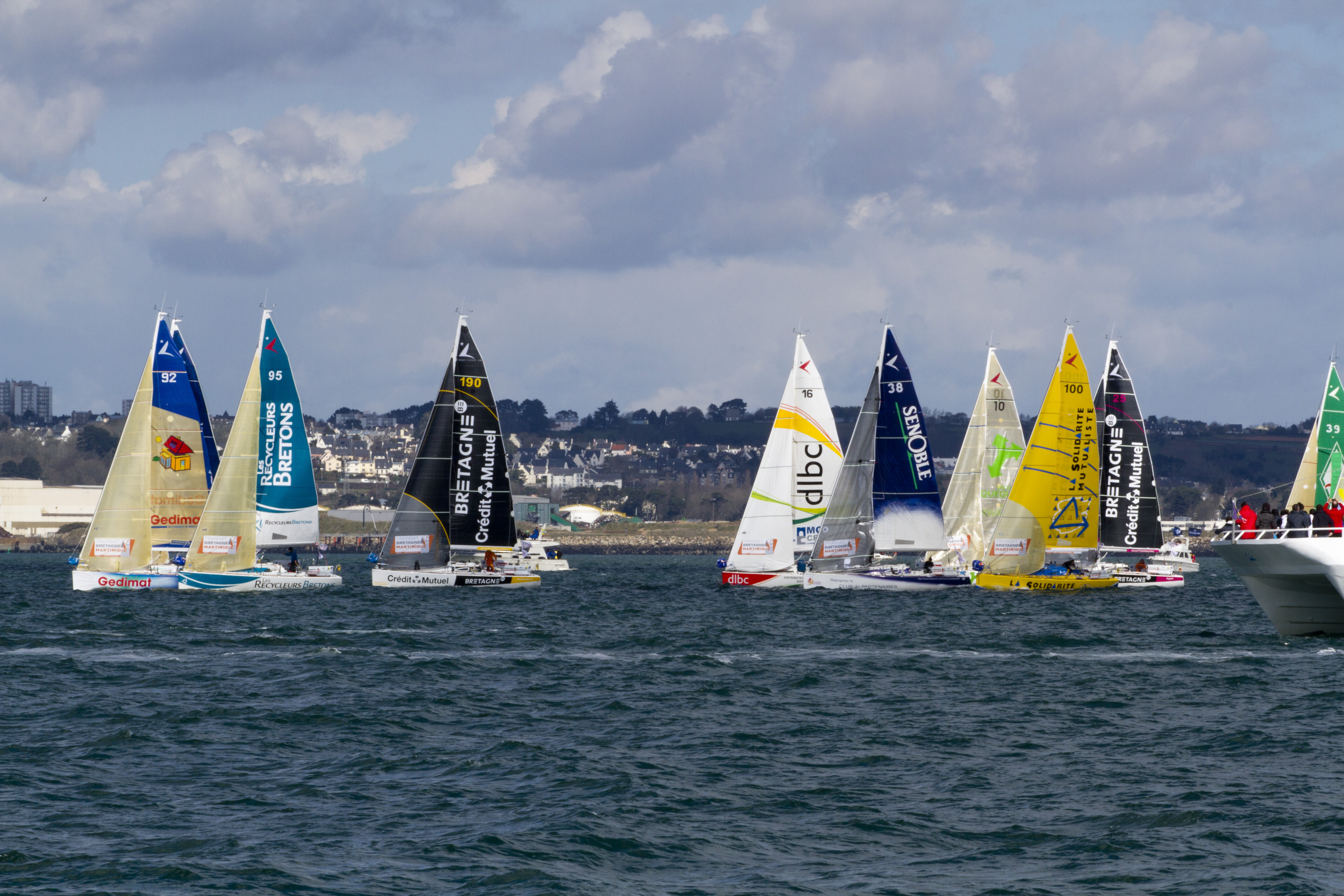
Le départ de l'édition 2013.

Lors de cette édition, 15 monocoques sont au départ de Brest le 17 mars 2013, pour un parcours de 3 494 milles.
À la suite d'une panne de pilote automatique, le skipper martiniquais Eric Baray reste bloqué 10 jours à Grande Canarie. Il tient néanmoins à terminer la course même s'il arrive hors-délais.
| Position | Skipper                | Nationalité | Bateau                             | Temps/commentaire     |
| -------- | ---------------------- | ----------- | ---------------------------------- | --------------------- |
| 1        | Erwan Tabarly          | France      | Armor Lux - Comptoir de la Mer     | 20 j 22 h 48 min 55 s |
| 2        | Gildas Morvan          | France      | Cercle Vert                        | 21 j 01 h 46 min 01 s |
| 3        | Fabien Delahaye        | France      | Skipper MACIF 2012                 | 21 j 02 h 20 min 37 s |
| 4        | Anthony Marchand       | France      | Bretagne Crédit Mutuel Performance | 21 j 07 h 09 min 44 s |
| 5        | Yoann Richomme         | France      | DLBC - Module Création             | 21 j 08 h 52 min 18 s |
| 6        | Adrien Hardy           | France      | AGIR Recouvrement                  | 21 j 17 h 18 min 57 s |
| 7        | Simon Troel            | France      | Les Recycleurs Bretons             | 22 j 01 h 17 min 52 s |
| 8        | Corentin Horeau        | France      | Bretagne - Crédit Mutuel Espoir    | 22 j 04 h 43 min 39 s |
| 9        | Damien Guillou         | France      | La solidarité mutualiste           | 22 j 16 h 23 min 43 s |
| 10       | Arnaud Godart Philippe | France      | Régates Senonaises                 | 23 j 03 h 58 min 09 s |
| HD       | Eric Baray             | France      | TEKTON - AGM / Région Martinique   | Arrivé hors délais    |
| ABD      | Thierry Chabagny       | France      | Gédimat                            | -                     |
| ABD      | Yann Elies             | France      | Groupe Quéguiner - Leucémie Espoir | -                     |
| ABD      | Frédéric Duthil        | France      | Sépalumic                          | -                     |
| ABD      | Kristin Songe-Møller   | Norvège     | Sponsor Me                         | -                     |